# Amphicnaeia cordigera
Amphicnaeia cordigera är en skalbaggsart som beskrevs av Aurivillius 1920. Amphicnaeia cordigera ingår i släktet Amphicnaeia och familjen långhorningar. Inga underarter finns listade i Catalogue of Life.